# ماري آن دي براون
ماري آن دي براون أمريكية من دعاة إلغاء العبودية وزوجة جون براون الذي خطط ونفذ الهجوم على هاربرز فيري بولاية فرجينيا، أملًا بإنهاء العبودية. تزوجت براون وهي في السابعة عشرة من عمرها، وكانت مسؤولة عن تربية خمسة من أولاد زوجها وأنجبت 13 طفلًا بعد ذلك. دعمت أنشطة زوجها لإلغاء العبودية من خلال إدارة شؤون الأسرة أثناء غيابه. عاشت في عدة أماكن في ولاية أوهايو ومستوطنة نورث إلبا المناهضة للعبودية في نيويورك. بعد وفاة جون براون، كانت رائدة كاليفورنيا.

## نشأتها
ولدت ماري آن دي في 15 أبريل 1816، في غرانفيل بمقاطعة واشنطن في نيويورك، لماري وتشارلز دي، المزارع والحداد. عندما كانت فتاة صغيرة، انتقلت مع والديها إلى ميدفيل في مقاطعة كروفورد، بنسلفانيا.
عندما كانت في السادسة عشرة من عمرها، ذهبت أحيانًا إلى منزل جون براون الذي ألغى العبودية في نيو ريتشموند بولاية بنسلفانيا لتعمل على عجلة الغزل. كانت أختها مدبرة منزله. وُصِفت بأنها طويلة وقوية، وشعرها أسود مذهل. وجدها جون عاملة مجتهدة وعملية. كتب جون، وهو رجل خجول، رسالة إليها طلب فيها الزواج منه.

## مستعمرة نورث إلبا
أنشأ جيريت سميث مستعمرة لمنح الأراضي للأمريكيين الأفارقة في نورث إلبا، نيويورك في برية أديرونداك. انتقلت عائلة براون إلى المنطقة للعيش والعمل بين دعاة إلغاء العبودية الآخرين. بعد أن عانت من اعتلال صحتها بعد وفاة أطفالها، وصفها الزائر ريتشارد هنري دانا الأصغر بأنها غير سليمة عام 1849. كانت روث، ابنة ربيبتها، تعتني بالأطفال في ذلك الوقت. سافرت براون إلى نورثهامبتون، ماساتشوستس للحصول على علاج مائي في مؤسسة ديفيد روغلز، فتحسنت صحتها وعافيتها جدًا. وجد فريدريك دوغلاس، الفريد من نوعه في ذلك الوقت، خلال زياراته أن الأولاد والبنات في الأسرة يقدمون الطعام لأفراد الأسرة والزوار. نظف الأولاد الطاولة وغسلوا الأطباق.
كان جون براون وجيريت سميث يأملان في أن تكون المستعمرة مكانًا يمكن للأمريكيين الأفارقة الاستقرار فيه. مع ذلك، كان من الصعب الزراعة في المناخ البارد ولم تصبح المستعمرة مجتمعًا مزدهرًا. كان ليمان إبس وعائلته من الجيران. عمل سايروس، وهو عبد سابق، لدى آل براون كعامل مزرعة وعاش مع العائلة. ساعد براون السود الذين كانوا يفرون من العبودية في مترو الأنفاق للسكك الحديدية، والتي أصبحت أكثر خطورة مع إقرار قانون الرقيق الهاربين لعام 1850. أنشأ جون براون مستودعه للصوف في سبرينجفيلد بولاية ماساتشوستس كموقع للسكك الحديدية تحت الأرض. اعتزمت عائلة براون الدفاع عن نورث إلبا ضد تجار الرقيق بالأسلحة.
في منتصف خمسينيات القرن التاسع عشر، ذهب جون براون ومعظم أبنائه إلى كانساس لمحاربة الفصائل المؤيدة للعبودية وجعل الإقليم ولاية حرة، بينما بقيت براون في نورث إلبا مع بناتها وابنها واتسون. في عام 1857 علقت فرانكلين سانبورن بأن براون وابنتيها، روث وآني، «نساء مجتهدات، منكرات لذاتهن، ومخلصات، وهن على وعي تام بعظمة النضال الذي يشارك فيه النقيب براون، وعلى استعداد لتحمل دورهن فيه». كانت حياة براون مليئة بالمصاعب المالية، ومع ذلك خصصت الأسرة المال لمساعدة الأمريكيين من أصل أفريقي في نورث إلبا.
عاد جون إلى الشرق في عام 1856 وبدأ في البحث عن دعم لغارة مناهضة للعبودية في فرجينيا. واصلت براون دعم جهود زوجها -عاطفيًا ومن خلال إدارة وجود الأسرة «الصعب» في نورث إلبا- أثناء سفره عبر كندا والولايات الشمالية.

## غارة هاربرز فيري
خطط جون للغارة على هاربرز فيري ونفذها في 16 أكتوبر 1859. كان برفقته ابنا براون أوليفر وواتسون. بدأت آني وزوجة ابنها مارثا (زوجة أوليفر) بطهي الطعام للرجال المشاركين في الغارة في منزل كينيدي، وقد أطلق عليهم لاحقًا مقاتلو جون براون. عادت الشابات إلى نورث إلبا عندما ذاع صيت الغارة.
ليلة الغارة، انتظرت براون في منزلها في نورث إلبا خبرًا عن مصير زوجها وأبنائها. كان معها أربع بنات -روث وآني وسارة وإلين- وزوجتا ولديها مارثا وبيل. أصيب زوج روث، هنري، أثناء عمله مع جون ولم يشارك في الغارة. قًبض على جون وقتل ابنيه. وجهت إليه تهمة القتل العمد والتحريض على الشغب والخيانة. عندما زارته في السجن في تشارلز تاون، رُسم شكل يشبه بروان وطُبعت قصة حياتها في الصحف. أصبحت براون مصدر اهتمام في البلاد بسبب غارة هاربرز فيري. قابلت دعاة إلغاء العبودية البارزين وجمعت الأموال للمساعدة في إعالة الأسرة.
أُدين جون، وشُنق في 2 ديسمبر 1859. كانت هناك بعض الخطط لاستخدام جثته في الأبحاث الطبية، لكن براون ناشدت هنري إيه. وايس، حاكم ولاية فرجينيا، إعادة رفاته إليها وإلى أطفالهم لدفنه في مزرعة العائلة، كما طلب جون. وافق وايس. أراد بعض دعاة إلغاء العبودية -مثل وينديل فيليبس- أن يُدفن في مقبرة ماونت أوبورن في كامبريدج، ماساتشوستس، مع نصب تذكاري وجنازة فخمة، من شأنها أن تكون حافزًا لجمع الأموال للحركة المناهضة للعبودية.

## كاليفورنيا
بعد الحرب الأهلية الأمريكية، امتنعت هي وبناتها عن الشرب وكنّ أعضاء في مجتمعات الاعتدال في مجتمعاتهم. قررت براون وابنها سالمون وزوجة ابنها آبي هينكلي براون السفر إلى كاليفورنيا. أعلن عم آبي أنه وجدها «أرض الفرص الذهبية». باعت براون وابنها مزارعهما وتوجهوا غربًا مع ابنتيها سارة وآني، على أمل أن تكون بداية جديدة وهروبًا من سمعة جون براون السيئة.
أمضوا الشتاء في ولاية أيوا واكتشفهم المتعاطفون مع الكونفدرالية الذين يُعتقد أنهم سمموا نعجتين وخططوا لقتل سالمون. في 22 سبتمبر 1864 ذكرت صحيفة نيويورك تريبيون أن هناك شائعة غير مؤكدة بأن عائلة براون قُتلت على يد عصابات ميسوري. بدلًا من ذلك، سافرت براون بالعربة إلى مركز الاتحاد في سودا سبرينغ، أيداهو، ووصلوا قبل وصول مطارديهم بثلاث ساعات. سافر الجنود مع العائلة إلى نيفادا، في رحلة 200 ميل (320 كم). واصلوا رحلتهم على طول طريق كاليفورنيا ووصلوا إلى ريد بلوف، كاليفورنيا، حيث رحب بهم السكان. تلقوا البقالة والإمدادات وحصل سالمون على عمل فور وصولهم. تعرضت للمضايقة من قبل أشخاص مؤيدين للعبودية أثناء وجودها في ريد بلوف وقررت مغادرتها. انتقلت إلى رونرفيل، كاليفورنيا ثم ساراتوغا.
في عام 1882 ذهبت برحلة شرقًا. كُرمت في حفلات الاستقبال العامة في شيكاغو وكانساس، وزارت عدة أماكن مرتبطة بحياتها وحياة زوجها، وزارت رفات ابنها واتسون في نورث إلبا مع والده.

## الوفاة
توفيت ماري براون في 29 فبراير 1884، ودُفنت في مقبرة مادرونيا في ساراتوغا، كاليفورنيا. لقد طلبت دفنها إلى جانب زوجها، إذا لم يكن الأمر مكلفًا أو صعبًا للغاية.

## الإرث
وصفها المؤرخ ستيفن بي. أوتس بأنها «زوجة مخلصة ضحت بنفسها»، وصرح: «لقد تعلمت منذ الطفولة أن مهمة المرأة هي إنجاب الأطفال، ورعاية منزلها، وطاعة زوجها. وهكذا أخضعت نفسها تمامًا لإرادة براون... وتحملت طرقه العنيدة».
تظهر مراسلاتها أنها كانت مخلصة لزوجها ولإلغاء العبودية. صرح المؤلف جون نيوتن في الكابتن جون براون (1902) أنها تحملت «المشقة والفقر والانفصال المطول عن زوجها، نعم، حتى فقدان أبنائها النبلاء لخدمة قضية الحرية المقدسة». قالت براون عن زوجها: «فقط أولئك القادرون على تقدير دوافعه هم من يمكنهم رؤية أي جمال فيها».
أشار أوزوالد جاريسون فيلارد في السيرة الذاتية لزوجها عام 1910 إلى أن ماري براون تمتعت «بصحة جسدية وصلابة تفوق الصلابة الطبيعية... كانت في الحقيقة من الأشياء التي تقدم الشهداء كما زوجها».